# Federal Reserve Bank Building
El Federal Reserve Bank Building es el tercer edificio más alto de Boston, Estados Unidos. Está situado en Dewey Square, en la convergencia de los barrios de Fort Point y Financial District, cerca del Boston Harbor, el Fort Point Channel y la importante intermodal South Station. El edificio se caracteriza por una distintiva apertura cerca del suelo que permite que la brisa marina lo atraviese. Fue completado en 1977 y tiene 187 m de altura con 32 plantas. Fue diseñado por Hugh Stubbins Jr. de The Stubbins Associates, Inc. y era, según se informa, uno de sus edificios favoritos. Durante más de sesenta años, los Reserve Banks han tenido un diseño fortaleza; el nuevo edificio de Boston fue todo un contraste. Es denominado a veces "Edificio tabla de lavar" o "Edificio Venetian Blind".

## Detalles arquitectónicos
El edificio está compuesto por dos torres unidas, con fachada de cristal y lados cubiertos de aluminio.
De la página web del Banco: 

La torre de oficinas conectada a un ala de cuatro plantas se construyó entre diciembre de 1972 y noviembre de 1974. Los arquitectos diseñaron las plantas de la torre de oficinas elevándose desde un puente de 40 m "suspendido" en el aire entre los dos núcleos. Una importante celosía de acero de 600 toneladas marca el comienzo de las "oficinas en el aire" de la torre. El exterior es de aluminio anodizado natural, que actúa como muro cortina y protección frente al mal tiempo. Las enjutas de aluminio dan sombra el interior del edificio en verano y dejan pasar más luz solar en invierno.

Contiene un auditorio llamado Frank E. Morris. Morris fue presidente y
director ejecutivo del Federal Reserve Bank of Boston desde 1968 hasta 1988. Fue diseñado para satisfacer las necesidades del banco y también está disponible para la comunidad, ofreciendo conciertos al mediodía.
Incorpora jardines por encima del nivel de la calle.
La sala de ordenadores fue la primera que albergó un conmutador Fedwire.
Hay cámaras de vigilancia en el Federal Reserve Bank Building.

## Ocupantes
- Aspen Specialty Insurance Co.
- Cavan Group, The
- Collora LLP
- ConnectEDU
- Federal Reserve Bank of Boston
- Consulado General de Italia - Planta 17[8]
- Consulado General de Japón - Planta 22[9]
- Craig & Macauley P.C.
- Dalbar Inc.
- Federal Reserve Bank of Boston
- Harvard Management Company
- Kforce
- Krokidas & Bluestein LLP
- Middleton & Company, Inc.
- Peabody & Arnold LLP
- Wolf, Greenfield P.C.
- 600 Atlantic Federal Credit Union

## Premios
- 2010 — United States Green Building Council (USGBC), prestigioso "LEED-EB Oro."[10] "LEED para Edificios Construidos: Operaciones y Mantenimiento"[11] es un sistema de clasificación que reconoce edificios con una gran eficiencia operativa y mínimo impacto medioambiental.

- 2009 — Asociación de Dueños y Administradores de Edificios (BOMA) de Boston, "Edificio de Oficinas del Año" (TOBY).[12]

- 2010, 2008 — U.S. Environmental Protection Agency (EPA), "ENERGY STAR Award."[13]

- 1979 — Instituto Americano de Arquitectos, Consejo Regional de Nueva Inglaterra, "Premio AIA por Excelencia en Arquitectura."[14]